# Luis Alberto Crespo
Luis Alberto Crespo (Carora, Lara, Venezuela, 13 de abril de 1941) es un poeta, crítico y columnista venezolano, ganador del Premio Nacional de Literatura 2010-2012.

## Biografía
Estudió periodismo en la Universidad Central de Venezuela y París. Dirigió el Papel Literario del diario El Nacional. Fundó y dirigió el suplemento Feriado del mismo periódico. Fue director de información cultural de la agencia de noticias Venpres. Fundó y fue consejero editorial de «G», suplemento de cultura del periódico «El Globo», y miembro del Consejo Editorial de la revista cultural del Banco Central de Venezuela.
Perteneció al equipo docente de los talleres de narrativa y poesía del Centro de Estudios Latinoamericanos Rómulo Gallegos. Dirigió la revista Imagen. Es autor de numerosos guiones literarios y textos para libros sobre el paisaje y la geografía de todas las regiones de su país. Por casi una década presidió la Casa Nacional de las Letras Andrés Bello.
En el acto de apertura del Festival Mundial de Poesía, en junio de 2012, afirmó que Hugo Chávez es «el gran poeta de Venezuela (...) Ser poeta no es escribir poemas, ser poeta no es alguien que crea poesía. Un poeta es un lector, un poeta es un funcionario público, un poeta es un hombre que tiene un concepto humanístico del hombre y de la vida. Por lo tanto, el presidente Chávez representa a esos poetas que gobierna. Yo creo que Lincoln es un gran poeta. Es por eso que dije lo que dije, sobre todo porque también un poeta es aquel que promueve la poesía. Y el Presidente siempre lo ha hecho. Yo le tengo un gran afecto a ese señor. Lo he visto amar a la poesía, la poesía de los pueblos. Un hombre así tiene todo el derecho de ser llamado poeta, por el hecho de haber construido su emoción, su sistema afectivo, con base en lo que la poesía exige del poeta: amar a un pueblo, a un proyecto libertario. Es lo que defiendo cuando digo que Chávez es nuestro poeta».
Desde diciembre del año 2013 y hasta el año 2018, Crespo desempeñó el cargo de Embajador de Venezuela ante la Unesco.
En la actualidad se desempeña como Presidente de Biblioteca Ayacucho

## Obra
Poética
- Cosas (1968)
- Si el verano es dilatado (1968)
- Novenario (1970)
- Rayas de lagartijas (1974)
- Costumbres de sequía (1976)
- Resolana (1980)
- Entreabierto (1984)
- Señores de la distancia (1988)
- Mediodía o nunca (1989)
- Sentimentales (1990)
- Más afuera (1994)
- La mirada donde vivimos
- Duro (1995)
- Solamente (1997)
- Lado (1999)
- Ninguno como la espina (2000)
- Llano de hombres (1995)

Compilatoria
- El caballo en la poesía venezolana (1981)
- Los soñadores del sur. Humanistas franceses en la selva venezolana (2000)
- Al filo de la palabra (1997)
- El país ausente (2006)

Antologías
- Costumbres de sequía
- Como una orilla
- En lugar del resplandor

Traducciones
- Aromas cazadores (original de René Char)
- Elogio de una sospechosa, Poemas de René Char
- Poesía de Guillevic

## Premios
| Año       | Premio                     | Categoría  |
| 2008–2010 | Premio Nacional de Cultura | Literatura |